# ابیراهی کروی

ابیراهی کروی. عدسی ایده‌آل (بالا) همه پرتوهای ورودی را در یک نقطه روی محور اپتیکی کانونی می‌کند. عدسی واقعی با سطوح کروی (پایین، ابیراهی کروی مثبت) متحمل ابیراهی کروی شده‌است.

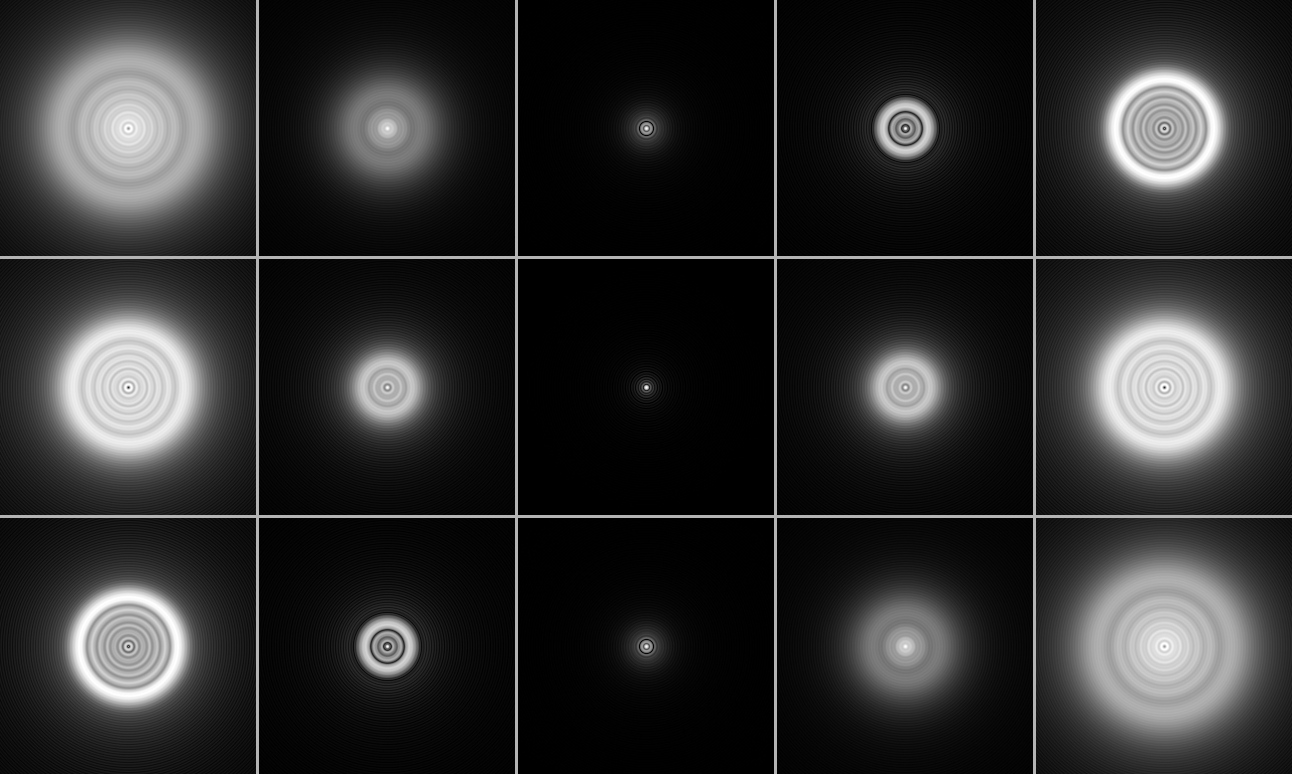
چشمه نقطه‌ای نشان داده شده توسط سیستمی با ابیراهی کروی منفی (بالا)، صفر (مرکز) و مثبت (پایین). تصاویر سمت چپ به سمت داخل و تصاویر سمت راست به سمت خارج واگراشدند.

ابیراهی (انحراف) کروی (به انگلیسی: Spherical aberration)، اثر اپتیکی مشاهده شده در قطعات اپتیکی (عدسی، آینه وغیره) است. این اثر هنگامی که پرتوهای نور به لبه عدسی برخورد می‌کند یا از لبه آینه بازتاب می‌شود، به دلیل شکست بیشتر نسبت به پرتوهای نوری که نزدیکتر به مرکز قرار دارد، اتفاق می‌افتد. این، انحراف قطعه از حالت عادی را بیان می‌کند و باعث نقص در تصویر ایجاد شده می‌گردد.
عدسی کروی در شعاعی برابر با شعاع کره، نقطه اپلاناتیک (عدم وجود ابیراهی کروی) دارد. مقدار متعارف ضریب شکست شیشه محدب ۱٫۵ است که نشان می‌دهد تنها ۴۳٪ از سطح عدسی کروی (۶۷٪ قطر) مفید می‌باشد. این، اغلب نقص تلسکوپ‌ها و دیگر آلات محسوب می‌شود که بواسطه کروی بودن عدسی‌ها و آینه‌ها نسبت به حالت ایده ال، کمتر کانونی می‌کند. به دلیل ساخت آسان‌تر شکل‌های کروی نسبت به غیر کروی، این اثر دارای اهمیت است. در اغلب موارد استفاده از چندین المان کروی برای جبران این ابیراهی نسبت به یک تک عدسی کروی ارزان‌تر است.
ابیراهی کروی مثبت به این معنیست که پرتوهای خروجی خمیدگی زیادی دارنددر حالی که در ابیراهی کروی منفی، پرتوهای خروجی به قدر کافی خم نشدند.
ابیراهی کروی متناسب با توان چهارم قطر و مرتبط با عکس توان سوم فاصله کانونی است، این در نسبت‌های کانونی کوچک یعنی لنزهای سریع واضح‌تر می‌باشد.
همه پرتوهای نوری رسیده از منبع دور نقطه‌ای (مثل ستاره)، در تلسکوپ‌های کوچک متشکل از آینه‌های کروی با نسبت‌های کانونی کوچک‌تر ازf/10، در یک نقطه کانونی نمی‌شود. نوری که به قسمت داخلی آینه برخورد می‌کند نسبت به نور برخوردی به بخش خارجی کمتر کانونی می‌شود. از این رو تصویر دارای وضوح کمتری است نسبت به حالتی که ابیراهی وجود ندارد. به دلیل وجود ابیراهی کروی، تلسکوپ‌های کوچک‌تر از f/10 معمولاً با آینه‌های غیر کروی یا عدسی‌های تصحیح‌کننده ساخته می‌شود.
در سیستم‌های متشکل از عدسی، علاوه بر استفاده از عدسی کروی، می‌توان با به کارگیری ترکیب خاصی از عدسی‌های مقعر ومحدب ابیراهی کروی را کاهش داد.
گاهی در طرح‌های ساده می‌توان با محاسبه پارامترهایی، ابیراهی کروی را کمینه کرد؛ مثلاً در طرحی متشکل از یک تک‌عدسی با سطوح کروی و فاصله شیئی داده شدهo، فاصله تصویر i وضریب شکست n، می‌توان ابیراهی کروی را با تنظیم کردن نسبت شعاع هایR1وR2 سطوح جلو و عقب عدسی‌ها بدین صورت کاهش داد:

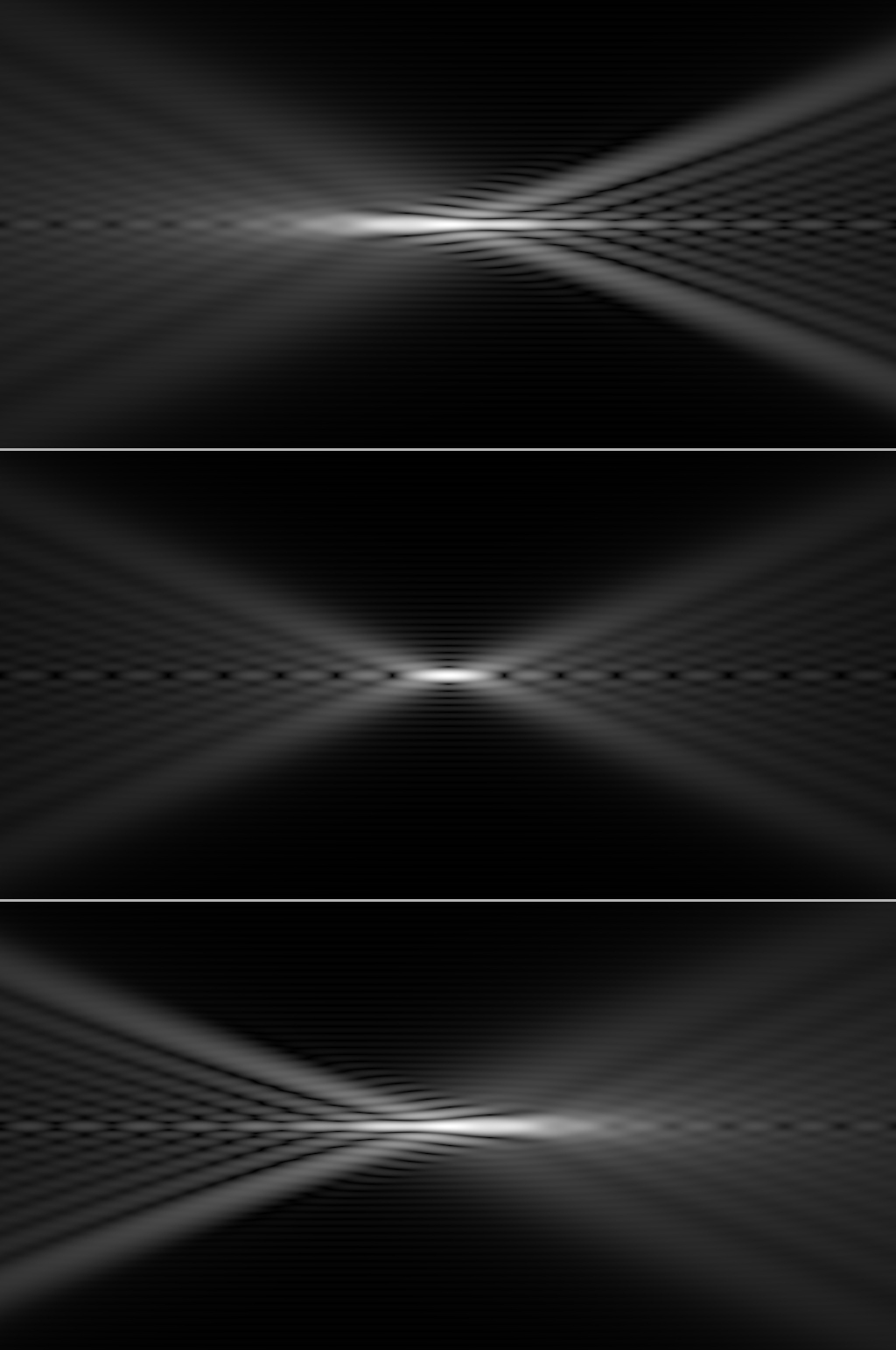
قسمتی از پرتو کانونی شده درابیراهی منفی (بالا)، صفر (مرکز) و مثبت (پایین). عدسی در سمت چپ قرار گرفته‌است.

ابیراهی کروی نور موازی شده فرودی روی آینه مقعر.

{\displaystyle {\frac {R_{1}+R_{2}}{R_{1}-R_{2}}}={\frac {2\left(n^{2}-1\right)}{n+2}}\left({\frac {i+o}{i-o}}\right)}